# پارک جان-اوک
پارک جان-اوک (انگلیسی: Park Chan-ok، زاده ۱۹۶۸) کارگردان و فیلم‌نامه‌نویس اهل کره جنوبی است.
وی کارگردان فیلم‌هایی همچون پاجو بوده است.